# Gerald Charles Gordon Blunt
Gerald Charles Gordon Blunt, britanski general, * 10. junij 1883, † 10. junij 1967.